# Greenwich (Ohio)
Greenwich és una població dels Estats Units a l'estat d'Ohio. Segons el cens del 2000 tenia 1.525 habitants.

## Demografia
Segons el cens del 2000, Greenwich tenia 1.525 habitants, 579 habitatges, i 412 famílies. La densitat de població era de 432,9 habitants/km².
Dels 579 habitatges en un 36,4% hi vivien nens de menys de 18 anys, en un 56% hi vivien parelles casades, en un 12,3% dones solteres, i en un 28,8% no eren unitats familiars. En el 23,7% dels habitatges hi vivien persones soles el 10,4% de les quals corresponia a persones de 65 anys o més que vivien soles. El nombre mitjà de persones vivint en cada habitatge era de 2,63 i el nombre mitjà de persones que vivien en cada família era de 3,1.
Per edats la població es repartia de la següent manera: un 28,8% tenia menys de 18 anys, un 9% entre 18 i 24, un 29,5% entre 25 i 44, un 20% de 45 a 60 i un 12,7% 65 anys o més.
L'edat mediana era de 34 anys. Per cada 100 dones de 18 o més anys hi havia 86,3 homes.
La renda mediana per habitatge era de 31.625 $ i la renda mediana per família de 39.375 $. Els homes tenien una renda mediana de 30.833 $ mentre que les dones 21.523 $. La renda per capita de la població era de 14.667 $. Aproximadament el 8,9% de les famílies i el 10,1% de la població estaven per davall del llindar de pobresa.

## Poblacions més properes
El següent diagrama mostra les poblacions més properes.